# هینخسا دل کامپو
هینخسا دل کامپو (به اسپانیایی: Hinojosa del Campo) یک دهستان در اسپانیا است که در سریا واقع شده‌است.

## خصوصیات
هینخسا دل کامپو ۲۶ کیلومترمربع مساحت و ۴۱ نفر جمعیت دارد.